# Cuinchy
 Cuinchy  es una población y comuna francesa, situada en la región de Norte-Paso de Calais, departamento de Paso de Calais, en el distrito de Béthune y cantón de Cambrin.

## Demografía
| 1500 | 1420 | 1538 | 1551 | 1646 | 1666 |
| Para los censos de 1962 a 1999 la población legal corresponde a la población sin duplicidades (Fuente: INSEE [Consultar]) |      |      |      |      |      |